# Tyrannasorus rex
Tyrannasorus rex es un género y especie extintos de escarabajo que vivió durante el Mioceno. Un ejemplar fosilizado de escarabeoide fue hallado dentro de la resina convertida en ámbar del árbol Hymenaea protera en la República Dominicana. La especie fue descrita por Brett C. Ratcliffe y Federico Carlos Ocampo en 2001.

## Holotipo
Se asume que el espécimen descubierto es una hembra basándose en las similitudes con los ejemplares femeninos del género Apalonychus. Quedó atrapada en la resina producida por Hymenaea protera, también extinto en la actualidad. Este ámbar fue datado anteriormente del Oligoceno o el Eoceno, pero estas dataciones se consideran erróneas y se acepta que el ámbar debió formarse entre finales del Mioceno Inferior y el Mioceno Medio (hace entre 20–15 millones de años). El ámbar proviene de República Dominicana, probablemente de las montañas situadas al norte de Santiago de los Caballeros. Es muy oscuro como para poder observar las características ventrales del cuerpo del insecto.

## Descripción
A diferencia de otros hibosóridos de las Antillas, cuyas antenas son de 10 segmentos, Tyrannasorus rex tenía antenas de 9 segmentos. Esta especie es más similar a los géneros Coilodes y Apalonychus; sus características compartidas incluyen un cuerpo convexo en vez de convexo y no muy esférico y un color pardo rojizo. La más prominente diferencia entre Coilodes y Tyrannasorus se halla en la forma de la protuberancia de la antena, la cual es levemente cóncava en Tyrannosorus pero en forma de taza en Coilodes. Más aún, el labro anterior es más ancho en este último y, a diferencia de Tyrannasorus, el margen anterior del protórax de Coloides es ondeado. Las especies del género Apalonychus tienen una protuberancia mucho más alargada que la de Tyrannasorus y a diferencia de este, los ojos del espécimen son subglobosos y fácilmente visibles en vista dorsal. Su labro es más amplio que el de Tyrannasorus y el margen anterior de su protórax no es ondeado. Como en otros insectos, las patas del insecto consisten en un par de propatas, un par de patas medias y otro par patas posteriores. Los élitros del insecto tienen una superficie lisa.

## Etimología
Este insecto fue denominado haciendo referencia al conocido dinosaurio Tyrannosaurus rex, aunque sus descubridores proveyeron una etimología para el nombre basándose en el nombre Hybosorus, el género que formó la base de la subfamilia a la que pertenece Tyrannasorus, conocida como Hybosoridae. La base del nombre del género se deriva del latín tyrannus, que significa "amo" o "tirano", mientras que el sufijo -sorus significa "montón" o "joroba" en latín. El nombre por tanto significa "montón tiránico", refiriéndose al montículo de savia en la cual el escarabajo quedó atrapado fatalmente.